# Паспельс
Паспельс (нем. Paspels) — деревня и бывшая коммуна в Швейцарии, в кантоне Граубюнден. 
До 2014 года имела статус отдельной коммуны. 1 января 2015 года была объединена с коммунами Альменс, Томильс, Пратваль и Родельс в коммуну Домлешг.
Входит в состав региона Виамала (до 2015 года входила в округ Хинтеррайн).
Население составляет 453 человека (на 31 декабря 2006 года). Официальный код  —  3634.